# Roger Worms (peintre)
Roger Worms (19 juin 1907 à Épernay - 29 mars 1980 à Paris) est un peintre français.
Il a suivi les cours de l’école des beaux-arts décoratifs à Paris où il devient par la suite professeur.
Il a réalisé la décoration du pavillon des Sports à l'Exposition universelle de 1937.

## Expositions
- 1976 : invité d'honneur au Salon des artistes indépendants normands, Rouen[1]

## Récompenses et distinctions
- Chevalier de la Légion d'honneur
- Officier de l'ordre des Arts et des Lettres
- grande médaille de vermeil de la Ville de Paris.
- médaille d'or à la 2e biennale de Menton.

## Collections publiques
- Musée du Domaine départemental de Sceaux, Les guinguettes aux bords de la Marne à Joinville-le-Pont, huile sur toile.